# Зевалд
Зевалд (њем. Seewald) општина је у њемачкој савезној држави Баден-Виртемберг. Једно је од 16 општинских средишта округа Фројденштат. Према процјени из 2010. у општини је живјело 2.368 становника. Посједује регионалну шифру (AGS) 8237073.

## Географски и демографски подаци
Зевалд се налази у савезној држави Баден-Виртемберг у округу Фројденштат. Општина се налази на надморској висини од 550-850 метара. Површина општине износи 58,5 km². У самом мјесту је, према процјени из 2010. године, живјело 2.368 становника. Просјечна густина становништва износи 40 становника/km².